# Faust Corneli Sul·la (qüestor)
Faust Corneli Sul·la (llatí: Faustus Cornelius Sulla) va ser un magistrat romà. Era fill del dictador romà Sul·la i de la seva quarta esposa, Cecília Metel·la. Era germà bessó de Fausta Cornèlia. Va néixer cap a l'any 88 aC, quan el seu pare va obtenir el primer consolat i va rebre el nom (igual com la seva bessona) de Faust, per la bona sort paterna.
Quan Sul·la va morir l'any 78 aC els seus dos fills (Faust i Fausta) van quedar sota la tutela de Luci Licini Lucul·le (cònsol 74 aC). Faust va estar exposat constantment a persecució i amenaçat pels enemics del seu pare que li demanaven de tornar els diners que Sul·la havia agafat del tresor públic, però sempre va rebre protecció del senat. L'any 66 aC un dels tribuns de la plebs va intentar tornar-lo a acusar, però Ciceró, llavors pretor, va parlar en contra i finalment no es va tirar endavant.
Una mica després Faust va acompanyar a Gneu Pompeu a Àsia i va ser el primer que va escalar el mur del temple de Jerusalem l'any 63 aC, acció per la qual va ser generosament recompensat.
L'any 60 aC va organitzar uns jocs de gladiadors de gran magnificència que el seu pare li havia encarregat per testament, tractant a tothom de manera generosa.
Va ser elegit àugur i uns anys després, el 54 aC va ser qüestor. L'any 52 aC el senat li va encarregar la reconstrucció de la Cúria Hostília que s'havia cremat en els tumults que van seguir a l'assassinat de Publi Clodi Pulcre, i que a partir de llavors es va anomenar Cúria Cornèlia, en honor de Faust i del seu pare. L'esclat de la Segona guerra civil li va impedir obtenir altres càrrecs de l'estat, ja que va donar suport als optimats, partit del seu pare, i de Gneu Pompeu, amb una filla del qual (Pompeia) s'havia casat.
Al començament de l'any 49 aC Gneu Pompeu el va voler enviar com a propretor a Mauritània, però el tribú Luci Marci Filip ho va vetar. Faust va anar a Grècia amb Pompeu i va participar en la batalla de Farsàlia. Tot seguit va anar a l'Àfrica on es va unir a altres membres del seu partit. Després de la batalla de Tapsos (46 aC) va intentar passar a Mauritània des d'on volia navegar cap a Hispània, però va ser fet presoner per Publi Siti amb la seva dona i els seus fills que l'acompanyaven i amb Luci Afrani. Tots van ser entregats a Juli Cèsar. A la seva arribada al campament de Cèsar, Faust i Afrani van morir a mans dels soldats en un tumult, potser amb el suport encobert de Cèsar, i només es van salvar Pompeia i els fills, als que Cèsar va tractar correctament. Ciceró diu de Faust que va quedar ple de deutes a conseqüència de la guerra civil.